# Giuseppe Rosati (regista)
Giuseppe Rosati (Napoli, 1923) è un regista e sceneggiatore italiano.

## Filmografia

### Regista e sceneggiatore
- Scacco internazionale (1968)
- Campa carogna... la taglia cresce (1973)
- Il testimone deve tacere (1974)
- La polizia interviene: ordine di uccidere! (1975)
- Paura in città (1976)
- Indagine su un delitto perfetto (1978)

### Sceneggiatore
- Con la zia non è peccato, regia di Giuseppe Pulieri (1980)